# Zarkue
Zarkue är en klan i Liberia. Den ligger i Doedain District i regionen River Cess County, i den centrala delen av landet, 170 km öster om huvudstaden Monrovia.